# Massimo Zanetti
Massimo Zanetti (Villorba, 12 febbraio 1948) è un imprenditore e politico italiano, fondatore e proprietario dell'azienda di lavorazione del caffè Segafredo Zanetti, e della holding Massimo Zanetti Beverage Group. È stato anche presidente del Bologna Football Club 1909. È attualmente proprietario e azionista di maggioranza della Virtus Pallacanestro Bologna.

## Biografia

### Attività imprenditoriale
Imprenditore trevigiano, proprietario di una torrefazione di caffè, si trasferì a Bologna alla fine degli anni settanta, quando rilevò la locale azienda Segafredo, storica produttrice di caffè con marchio abbastanza noto. Zanetti diede impulso e nuova vitalità all'azienda, alla quale aggiunse il proprio cognome nel marchio ("Segafredo Zanetti"), aprendola ai mercati internazionali, diversificando con la creazione di una rete mondiale di punti vendita gestiti direttamente oppure tramite affiliati, rendendola in pochi anni uno fra i massimi produttori nel settore del caffè. La holding M.Z.B. - Massimo Zanetti Beverage group coordina le attività del gruppo e fattura circa 1.200 milioni di dollari. Lo stabilimento della Segafredo ha sede a Rastignano di Pianoro, nell'hinterland bolognese.

### Attività politica
Nel 1994 viene eletto senatore tra le file di Forza Italia. Finisce il mandato con il termine anticipato della legislatura nel 1996, decidendo di non ricandidarsi.
Alle elezioni amministrative del 2013 si candida a sindaco di Treviso, sostenuto da Scelta Civica e altre liste. Ottiene il 10,57%, classificandosi terzo e non accedendo così al ballottaggio. Dopo un iniziale tentativo di accordo con il candidato di centrodestra Giancarlo Gentilini, decide di non dare indicazioni di voto ai propri elettori. In quanto candidato sindaco sconfitto, ottiene un seggio di minoranza al consiglio comunale della città, ma poco tempo dopo rassegna le dimissioni e abbandona nuovamente la politica.

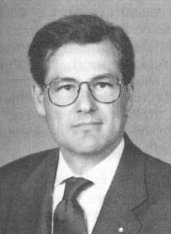
Zanetti eletto alla camera nel 1994

### Attività sportiva
Dopo una esperienza in Formula 1, sponsorizzando l'italo-venezuelano Johnny Alberto Cecotto nel 1983-1984, il marchio Segafredo compare come sponsor principale sulle maglie del Bologna tra il 1986 e il 1989, su quelle della Pallacanestro Gorizia tra il 1984 e il 1988 e su quelle del Treviso in diverse annate tra il 1986 e il 2006.
Il 23 dicembre 2010, dopo una lunga e travagliata trattativa durata all'incirca un mese, la cordata imprenditoriale Bologna 2010, da lui guidata e allestita da Giovanni Consorte, acquista il 100% del Bologna da Sergio Porcedda (che ne deteneva l'80%) e Francesca Menarini (che aveva il rimanente 20%). Zanetti assume contestualmente la carica di presidente. La carica di presidente onorario, non operativo, viene affidata al famoso cantante Gianni Morandi, da sempre grande tifoso della squadra rossoblu.
Il 21 gennaio 2011 si dimette inaspettatamente da presidente del Bologna e da consigliere della holding rossoblu a causa di divergenze con i soci. La presidenza viene quindi assunta da Marco Pavignani, mentre Morandi resta presidente onorario. Zanetti, dopo le dimissioni e nonostante la sua non adesione ai successivi aumenti di capitale, resta comunque l'azionista di maggioranza relativa della società, con la sua quota di 4 milioni. Nel marzo 2011 non va a buon fine un'operazione finanziaria che avrebbe portato in società con quota maggioritaria l'imprenditore Alfredo Cazzola, rilevando le quote di Zanetti, il quale di conseguenza è rimasto socio, pur non intendendo più partecipare alla vita societaria.
Il 25 settembre 2014 annuncia la sua volontà di ricapitalizzare le casse del club rossoblu, per diventarne così azionista di maggioranza. La trattativa, che avrebbe previsto l'acquisizione del 51% delle quote societarie e il ritorno di Zanetti come presidente del club, salta però il successivo 9 ottobre.
Per la stagione 2016-2017, Segafredo Zanetti è main sponsor della squadra di basket bolognese Virtus Pallacanestro Bologna. Il 23 marzo 2017 partecipa all'aumento di capitale della società bianconera, con una quota del 47%, diventandone proprietario..

### Attività umanitaria
Massimo Zanetti è il fondatore della Fondazione Zanetti, una ONLUS che opera in sostegno dell'infanzia che vive nel terzo e quarto mondo.